# جو ألبي
جو ألبي (بالإنجليزية: Joe Albi)‏ هو محامي أمريكي، ولد في 5 أكتوبر 1892 في سبوكين في الولايات المتحدة، وتوفي بنفس المكان في 8 مايو 1962 بسبب تصلب جانبي ضموري.